# Notiochelidon flavipes
A Notiochelidon flavipes a verébalakúak (Passeriformes) rendjébe, ezen belül a fecskefélék (Hirundinidae) családjába és a Notiochelidon nembe tartozó faj. 12 centiméter hosszú. Bolívia, Ecuador, Kolumbia, Peru és Venezuela hegyvidéki területein él 2400-3000 méteres tengerszint feletti magasságon. Rovarevő.

## Fordítás
- Ez a szócikk részben vagy egészben  a   Pale-footed swallow című angol Wikipédia-szócikk fordításán alapul.  Az eredeti cikk szerkesztőit annak laptörténete sorolja fel. Ez a jelzés csupán a megfogalmazás eredetét és a szerzői jogokat jelzi, nem szolgál a cikkben szereplő információk forrásmegjelöléseként.